# Han Pil-hwa
Han Pil-hwa (Chosŏn'gŭl/Joseongeul: 한필화, Hanja: 韓弼花) (Namp'o, P'yŏngan-namdo, 21 januari 1942) is een Noord-Koreaanse oud-langebaanschaatsster die deelnam aan de Olympische Winterspelen van 1964 en die van 1972.
In 1964 won ze de zilveren medaille op de 3000 meter. Op de 1500 meter eindigde ze als negende en op de 500 meter viel haar een 28e plaats ten deel.
Acht jaar later, tijdens de Olympische Winterspelen van 1972 op de ijsbaan van Sapporo, finishte ze als negende op de 3000 meter; elfde op de 1000 meter en dertiende op de 1500 meter.
Tussen 1963 en 1968 was Han Pil-hwa een regelmatige deelnemer aan het wereldkampioenschap schaatsen allround. Op het WK van 1965 in Oulu kwam ze het verst en bereikte ze een vijfde plaats in het eindklassement. Haar beste afstandsprestatie was de derde plaats op de 3000 meter tijdens het WK van 1966 te Trondheim.

## Records
Tijdens haar schaatsloopbaan reed Han Pil-hwa de volgende beste tijden:
| Afstand    | Tijd   | Datum            | Baan  |
| ---------- | ------ | ---------------- | ----- |
| 500 meter  | 44,9   | 25 december 1969 | Bujen |
| 1000 meter | 1.32,3 | 26 december 1969 | Bujen |
| 1500 meter | 2.24,2 | 25 december 1969 | Bujen |
| 3000 meter | 5.03,7 | 26 december 1969 | Bujen |

## Beste seizoensresultaten
Over de seizoenen reed Han Pil-hwa de volgende resultaten:
| Seizoen | 500m  | 1000m   | 1500m   | 3000m   | Opmerkingen |
| ------- | ----- | ------- | ------- | ------- | --- |
| 1958/59 | 52.7  | 1.48.2  | 2.50.6  | 6.07.0  | alle verreden tijdens de 1959 editie van de Prijs van Kazachstan op de ijsbaan Medeo te Alma-Ata                  |
| 1962/63 | 46.8  | 1.36.1  | 2.30.0  | 5.37.2  | alle verreden tijdens het wereldkampioenschap schaatsen allround vrouwen 1963 op de ijsbaan van Karuizawa         |
| 1963/64 | 48.0  | 1.38.0  | 2.30.1  | 5.18.5  | |
| 1964/65 | 48.8  | 1.41.7  | 2.29.1  | 5.21.6  | alle verreden tijdens het wereldkampioenschap schaatsen allround vrouwen 1965 op de ijsbaan van Oulu              |
| 1965/66 | 48.7  | 1.37.3  | 2.34.3  | 5.10.9  | alle verreden tijdens het wereldkampioenschap schaatsen allround vrouwen 1966 op de ijsbaan Trondheim-Øen Stadion |
| 1966/67 | 48.1  | 1.41.4  | 2.28.2  | 5.19.9  | |
| 1967/68 | 48.6  | 1.38.3  | 2.30.7  | 5.21.2  | alle verreden tijdens het wereldkampioenschap schaatsen allround vrouwen 1968 op de ijsbaan Helsinki-Pirkkola     |
| 1968/69 | 47.2  | 1.36.4  | 2.29.4  | 5.17.0  | alle verreden tijden een socialistische vriendschapsontmoeting in 1969 op de ijsbaan van Sverdlovsk               |
| 1969/70 | 44.9  | 1.32.3  | 2.24.2  | 5.03.7  | |
| 1970/71 | 47.44 | 1.34.7  | 2.29.6  | 5.07.1  | |
| 1971/72 |       | 1.33.79 | 2.25.64 | 5.07.24 | alle verreden tijdens de Olympische Winterspelen van 1972 op de ijsbaan Sapporo-Makomanai                         |